# Inja van Gastel
Inja van Gastel (Antwerpen, 5 juli 1977) is een Belgische conceptueel kunstenares, performer, zangeres en dj.

## Beeldende kunst
Eind jaren negentig restaureerde Van Gastel schilderijen in de Abdij van Affligem.
Haar carrière als conceptueel kunstenaar begon met de techniek van actionpainting, eerst voor een beperkt publiek maar later live op de festivalpodia als muze van Praga Khan en Maurice Engelen. Haar eerste vernissage vond plaats in Antwerpen in het jaar 2002.
De internationale doorbraak kwam er in 2004 toen Inja van Gastel uitgenodigd werd om haar schilderijen tentoon te stellen op de Rawk Show in Austin. Andere artiesten op de exclusieve event waren o.a. Wendy & Lisa, The Swans, Cindy Wilson en The B-52's.

## Erotiek, theater en muziek
In datzelfde jaar was Van Gastel een van de bezielers en bedenkers van The Next Dimension, de eerste theatertour van Praga Khan, een formule die een vervolg kreeg met respectievelijk Code Red (2006) en Frame by Frame (2007).
Het erotische karakter van haar kunstwerken was de aanleiding tot haar erotisch totaal spektakel Erotikon, een uniek concept dat plaatsvond in het oude psychiatrische instelling van de KUL Leuven Bierbeek. Erotische performers uit diverse kunstvormen werden samengebracht in een eigenzinnige show geregisseerd door Inja van Gastel in samenwerking met onder meer choreograaf Mark Bogaerts (Koninklijk ballet van Vlaanderen), muzikant Maurice Engelen en modeontwerpster Marlies Dekkers.
In 2010 werd Van Gastel gevraagd om een concept te bedenken voor de Amerikaanse tour (Sextasy Ball) van de techno-rockband Lords of Acid. De eigenzinnige vormgeving van de liveshow was een succes waardoor van Gastel in 2011 opnieuw gevraagd werd om de nieuwe tour van vormgeving te voorzien. Datzelfde jaar gaf Van Gastel een exclusieve modeshow met haar excentrieke hoedencollectie in de bekende nachtclub Carré te Brussel Willebroek. De opbrengst werd aan een goed doel geschonken.
Sindsdien is van Gastel een vast groepslid in de band Praga Khan waar ze, naast de styling en het concept, tevens de vrouwelijke vocalen verzorgt.

## Privé
Op 24 november 2018 zijn Inja van Gastel en Maurice Engelen (Praga khan) getrouwd in Heusden Zolder. 